# 羅蘭 (愛荷華州)
羅蘭（英語：Roland）是一個位於美國愛荷華州斯托里縣的城市。

## 地理
羅蘭的座標為42°09′56″N 90°30′00″W / 42.16556°N 90.50000°W，而該地的平均海拔高度為312米（即1024英尺）。

## 人口
根據2010年美國人口普查的數據，羅蘭的面積為2.80平方千米，當中陸地面積為2.80平方千米，而水域面積為0.00平方千米。當地共有人口1284人，而人口密度為每平方千米458人。